# Blitzlehre
Die Blitzlehre war ein zentraler Bestandteil der religiösen Lehren und Praktiken der Etrusker, die von den Römern als Etrusca disciplina bezeichnet wurden. Weitere bedeutende Wahrsagepraktiken waren die Leberschau und die Deutung des Vogelflugs. Die Ausübung der Wahrsagekunst war den Priestern (Haruspices) vorbehalten. Die Römer übernahmen die Blitzlehre im Wesentlichen von den Etruskern, sie war aber nicht von so großer Bedeutung im römischen Kult.
Einen Priester bei der Beobachtung und Deutung von Blitzen bezeichneten die Römer als Fulgurator (lat.; Plural: Fulguratores. Selten auch Fulguriator oder Fulgerator).

## Etymologie

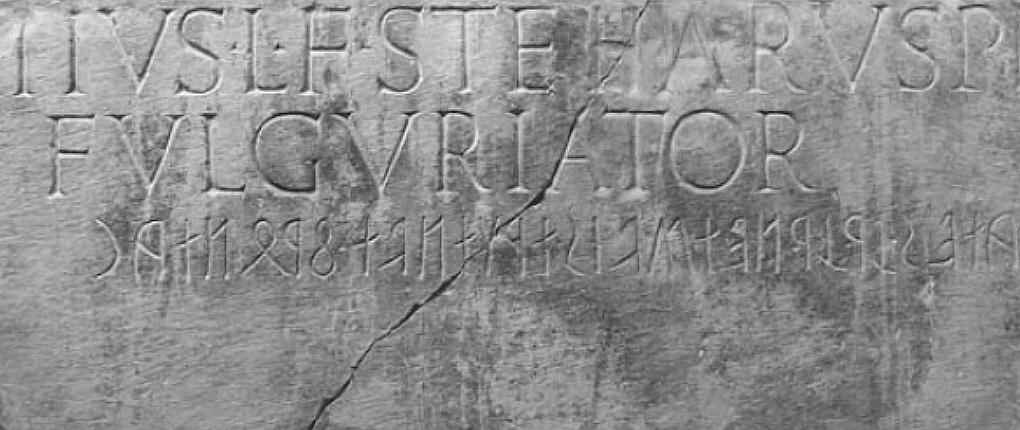
Haruspex und Fulguriator auf einer Inschrift. Darunter in etruskischer Schrift netšvis und trutnvt frontac (1. Jh. v. Chr.).

Die etruskische Bezeichnung für einen Priester bei der Blitzschau und -deutung ist nicht abschließend geklärt und lautete trutnvt oder trutnvt frontac. Das lateinische Fulgurator leitet sich ab vom Verb fulgurare (blitzen) und der Ableitungssilbe -ator, die den bezeichnet, der eine entsprechende Handlung ausführt. Fulgurator bedeutet daher wörtlich übersetzt Blitzschleuderer. Entsprechend verehrten die Römer ihren höchsten Gott Jupiter unter anderem als Iuppiter Fulgurator oder auch Iuppiter Fulgerator. Die Variante Fulgerator lässt sich zurückführen auf die altlateinische Form fulgus für fulgur (Blitz) mit Genitiv fulgeris. Die Bezeichnung Fulgurator für einen Blitze deutenden Wahrsager wurde u. a. von Cicero verwendet. Die Schreibung Fulguriator findet man zusammen mit trutnvt frontac auf einer bilingualen Inschrift im archäologischen Museum von Pesaro.

## Blitzdeutung bei den Etruskern

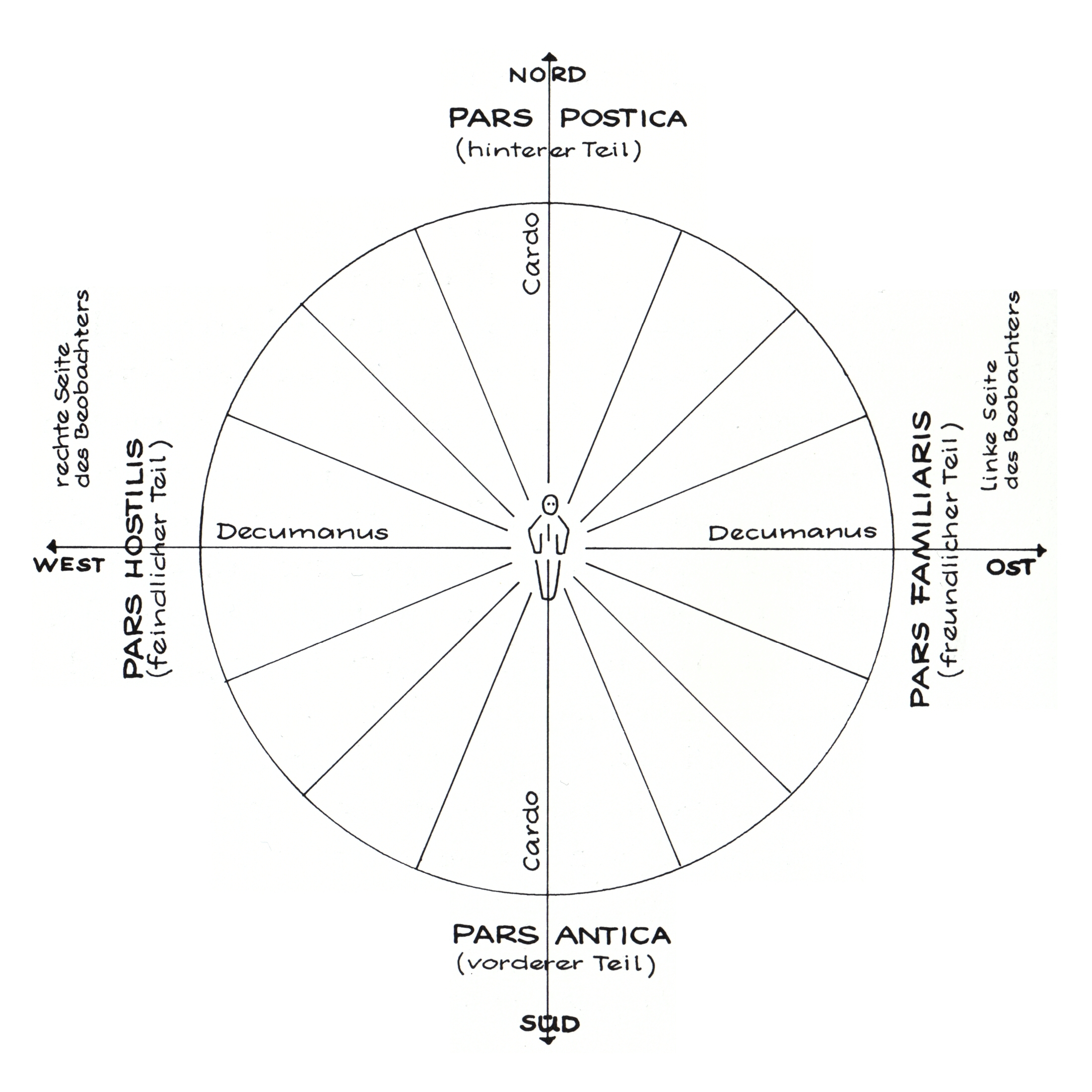
Blitzdeutung gemäß den 16 Regionen des Himmels

In der Etruskischen Religion war die Überzeugung ausgeprägt, dass das menschliche Schicksal unabdingbar einem göttlichen Willen unterworfen war und dieser in Naturphänomenen und irdischen Begebenheiten erkennbar wurde (Divination). Dazu führten die Haruspices die Eingeweideschau durch, vor allem die Leberschau, deuteten Blitze, den Vogelflug und ungewöhnliche himmlische und irdische Phänomene. Zur charakteristischen Tracht der Haruspices gehörten eine oben zylindrisch endende Stoff- oder Fellmütze und ein gefranster Mantel. Ein weiteres Priesterattribut war der Lituus, ein oben gekurvter Stab, der aber nicht allein den Haruspices vorbehalten war.
Nach antiker Auffassung waren die Fulguratores in der Lage, Blitze zu deuten und zu sühnen. Zunächst beobachtete der Blitzschauer, woher der Blitz kam, wohin er führte und wo er gegebenenfalls eingeschlagen war. Dazu teilte man den Himmel in vier Quadranten mit jeweils vier Sektoren ein. In diesen 16 Regionen des Himmelstempels (templum caeleste) wohnten die Blitzgötter. Die Vorgehensweise bei der Blitzschau und -deutung war in den Fulguralbüchern (libri fulgurales) festgehalten.
Zuerst musste der Blitzdeuter den Standort auf der Erde richtig wählen, die Einteilung des Himmels auf die Erde übertragen und dadurch den Standort zu einem heiligen Bezirk (templum) machen. Dazu bezog der Blitzdeuter Stellung im Schnittpunkt des von Nord nach Süd verlaufenden Cardo mit dem von West nach Ost führenden Decumanus, so dass er nach Süden blickte. Im Osten lag der pars familiaris, der freundliche Teil, und im Westen der pars hostilis, der feindliche Teil. Daher galt ein Blitz zur Linken als günstig und einer zur Rechten als unheilvoll, wobei ein Blitz in die nördliche Hälfte einflussreicher als einer in die südliche Hälfte angesehen wurde. Ein Blitz, aus Nordosten kommend und dort verbleibend, wurde als besonders günstig beurteilt. Bei niedergehenden Blitzen war der Einschlagsort von maßgeblicher Bedeutung.
Entscheidend war die Frage, welche von neun in Frage kommenden Gottheiten den Blitz gesendet hatte, wobei nur der Hauptgott Tinia über drei verschiedene Blitze verfügte. Daraus ergaben sich elf verschiedene Arten (manubia) von Blitzen nach Himmelsgegend, Dauer und Tages- und Jahreszeit. Man unterschied auch Blitze aus den Wolken von irdischen, die von der Erde aufgestiegen waren. Die Blitze konnten eine zu- oder abratende, billigende oder mahnende Bedeutung haben, je nachdem, ob sie vor oder nach der Ausführung einer Handlung beobachtet wurden. Die dritte Art von Blitzen nahm auf keine Unternehmung Bezug und konnte eine Drohung, Verheißung oder Warnung bedeuten.
Von den dreierlei Blitzen des Tinia waren diejenigen, die er allein schickte, eine sanfte Warnung. Die Blitze, die er nach Beratung mit den zwölf obersten Göttern der Etrusker (dei consentes) mit lautem Donner schleuderte, verhießen Gutes, aber oftmals verbunden mit einer Ungerechtigkeit. Die Blitze, zu denen die obersten und verhüllten Schicksalsgötter (dei superiores et involuti) befragt worden waren, kamen mit Feuer und kündigten gewaltige Veränderungen des gesamten gegenwärtigen Zustands an.
Blitze wurden beobachtet und gedeutet bei privaten und öffentlichen Angelegenheiten. Dabei erstreckte sich die Bedeutung der Blitze in Privatangelegenheiten nicht über zehn Jahre hinaus. Davon ausgenommen waren sog. Familienblitze bei der Geburt oder Heirat, die für das ganze weitere Leben bedeutsam waren. Die Wirksamkeit von Blitzen in öffentlichen Angelegenheiten war auf 30 Jahre beschränkt außer bei der Anlegung neuer Städte.
Auf die Blitzbeobachtung und -deutung folgte gegebenenfalls die Sühnung des Blitzes. Diese war offenbar immer dann erforderlich, wenn der Blitz an einem bestimmten Ort eingeschlagen hatte. Die Haupthandlung bei der Sühnung war die „Bestattung“ des Blitzes (fulmen condere), die an den vom Blitz getroffenen Gegenständen unter Trauergebeten und Opferritualen ausgeführt wurde oder vielleicht auch an Steinkeilen, die den Blitz verkörpern sollten. Die Stelle, an der ein Blitz eingeschlagen hatte, wurde umfriedet und dem Gott geweiht, der den Blitz gesandt hatte. Der Ort, an dem ein Mensch vom Blitz erschlagen worden war, galt offenbar als verflucht und durfte weder betreten noch angesehen werden.
Da nach etruskischer Überzeugung der alles bestimmende Willen der Götter nicht determiniert war, konnte das Schicksal durch geeignete Rituale beeinflusst werden. Daher versuchten die Fulguratores, Blitze durch Gebete, Opfer und Beschwörungen zu verhindern oder herbeizuziehen, so dass ein Unglück abgewendet oder ein günstiger Umstand herbeigeführt wurde. Allerdings gab es zwei Arten von Blitzen, denen die Fulguratores machtlos gegenüberstanden, die also unabwendbares Unglück bedeuteten.
Der Überlieferung nach konnte der etruskische König Lars Porsenna ebenso Blitze herbeirufen wie vor ihm bereits Numa Pompilius, der sagenhafte König von Rom. Sein Nachfolger Tullus Hostilius wurde der Legende nach vom Blitz erschlagen, als ihm bei der Beschwörung desselben ein Fehler unterlaufen war. Dieser Mythos des Blitzebeschwörens war anscheinend in Mittelitalien weiter verbreitet. Die Rituale bei der Blitzdeutung und -beschwörung waren anspruchsvoll und peinlich genau einzuhalten. Die Kenntnis über Himmelsregionen, Blitzerscheinungen, Blitzdeutung, Blitzsühne und Blitzbeschwörung erforderte daher von den Blitzdeutern ein umfangreiches Studium der Aufzeichnungen.
Die Eingeweideschau war den Etruskern durch Tages, den Gott der Weisheit, mitgeteilt worden, die Blitzlehre hingegen durch die Lasa Vecu, die von den Römern Vegoia oder Begoe genannt wurde. Die Lasen waren in der etruskischen Mythologie geflügelte Wesen aus dem Gefolge der Liebesgöttin Turan.

## Blitzdeutung im Römischen Reich
Die Römer versuchten ebenfalls, anhand von besonderen Zeichen (Prodigien) den göttlichen Willen zu erforschen. Dazu führten die Auguren, von der Magistratur bestellte Kultbeamte, insbesondere bei allen offiziellen Angelegenheiten Auspizien durch. Unter den Zeichen, die der Augur zu beachten hatte, waren neben dem Vogelflug auch Blitze. In der Kunst der Blitzdeutung hatten die Römer offenbar einiges von den Etruskern übernommen und sich von ihnen auch unterweisen lassen. Die Blitzlehre scheint nicht von so großer Bedeutung gewesen zu sein, da man nur zwei Arten von Blitzen unterschied. Die sich am Tag ereignenden wurden Jupiter zugeschrieben, die in der Nacht dem Summanus. Eine andere Quelle nennt dagegen vier unterscheidbare Blitze von den Göttern Jupiter, Juno, Minerva und Vulcanus. Wie schon bei den Etruskern galten die Blitze in der Nordhälfte des Himmelsgewölbes auch bei den Römern als die bedeutsameren. Jupiter konnte anscheinend seine Blitze aus allen Himmelsregionen werfen. Die ersten drei Himmelsregionen von Nord nach Nordost waren allein seinen Blitzen vorbehalten. Hatte ein Blitz eingeschlagen, so wurden die Blitzmale (bidentalia) mit einem Puteal eingefasst.
Bereits in der Römischen Königszeit sind etruskische Haruspices zur Beratung und Entsühnung von ungewöhnlichen Zeichen herangezogen worden. In der Römischen Republik standen Haruspices mehrfach dem Senat zur Deutung von Prodigien zur Seite. Auch diese Haruspices stammen aus vornehmen etruskischen Familien. Römische Feldherren und Provinzstatthalter ließen sich ebenfalls von Haruspices beraten.
Die Römer hatten eine große Hochachtung vor etruskischen Wahrsagern, wohingegen sie ihren eigenen skeptisch gegenüberstanden. Als besonders gewandt galten die Fulguratores von Faesulae. Hochgeschätzt war das Kollegium der 60 Haruspices von Tarquinia. Bereits in der Römischen Republik wurden Haruspices von manchen aber auch als Schwindler angesehen. Ein gewisses Misstrauen brachte auch der römische Senat den Haruspices entgegen, indem er sich mehrfach über ihre Deutungen und Weissagungen hinwegsetzte.
Verdeutlicht wird die Vorgehensweise der Blitzdeuter anhand einer antiken Anekdote über einen Blitzschlag in das Denkmal des Augustus kurz vor dessen Lebensende. Dabei hatte der Blitz den Buchstaben C von Caesar zerstört. Diesen Namen hatte Augustus von seinem Adoptivvater Gaius Iulius Caesar übernommen. Die herbeigerufenen Haruspices weissagten, dass Augustus nur noch hundert Tage leben werde, da der Buchstabe C in der Römischen Zahlschrift für 100 steht, und dass er künftig unter die Götter gerechnet werde, da das übrig gebliebene aesar im Etruskischen „Gott“ bedeute. Allerdings gibt es im Etruskischen kein aesar. Eine ähnliche Schreibweise ist aiser und bedeutet „Götter“, der Singular ais steht für „Gott“.
In der Römischen Kaiserzeit erfolgte unter Kaiser Claudius (10 v. Chr.–54 n. Chr.) eine Restauration der etruskischen Lehren mit einer Neuordnung des Kollegiums der 60 Haruspices. Claudius hat auch ein 20-bändiges Werk über die Etrusker, die Tyrrheniká, verfasst, das allerdings verloren gegangen ist. Man suchte aber auch unter dem Einfluss der Stoa nach rationalen Erklärungsmustern für Naturphänomene wie Blitz und Donner. Die etruskische Blitzdeutung und -beschwörung wurde bis in die Spätantike tradiert und praktiziert. Die Haruspices befolgten dabei die Libri Tarquitani, eine lateinische Übersetzung der etruskischen Ritualbücher, da die etruskische Sprache bereits ausgestorben war.
Nachdem Kaiser Konstantin (324–337) und seine Nachfolger mehrfach die etruskische Zeichendeutung verboten hatten, hob der letzte heidnische Kaiser Julian (361–363) dieses Verbot wieder auf. Seine christlichen Nachfolger Valentinian I. (364–375), Valens (364–378) und Gratian (367–383) suchten einen Ausgleich zwischen Heiden und Christen und gestatteten wieder die Zeichendeutung. Kaiser Theodosius I. (347–395) erhob das Christentum zur Staatsreligion und verbot im Jahr 385 jede heidnische Religionsausübung und alle damit verbundenen Praktiken.
Die heidnischen Kulte scheinen von staatlicher Seite kaum verfolgt worden zu sein, da im frühen 5. Jahrhundert etruskische Haruspices der Stadt Rom
angeboten haben sollen, die drohende Plünderung durch den westgotischen Heerkönig Alarich I. mit Hilfe von Blitz und Donner abzuwenden. Dies sei ihnen bereits gelungen, als die Westgoten die Stadt Narnia belagert hatten. Pompeianus, Befehlshaber der Stadt, trug die Angelegenheit Papst Innozenz I. vor, der heimlich seine Zustimmung aussprach. Da aber niemand öffentlich an den heidnischen Ritualen teilnehmen wollte, wurden die Haruspices wieder entlassen.

## Antike Quellen

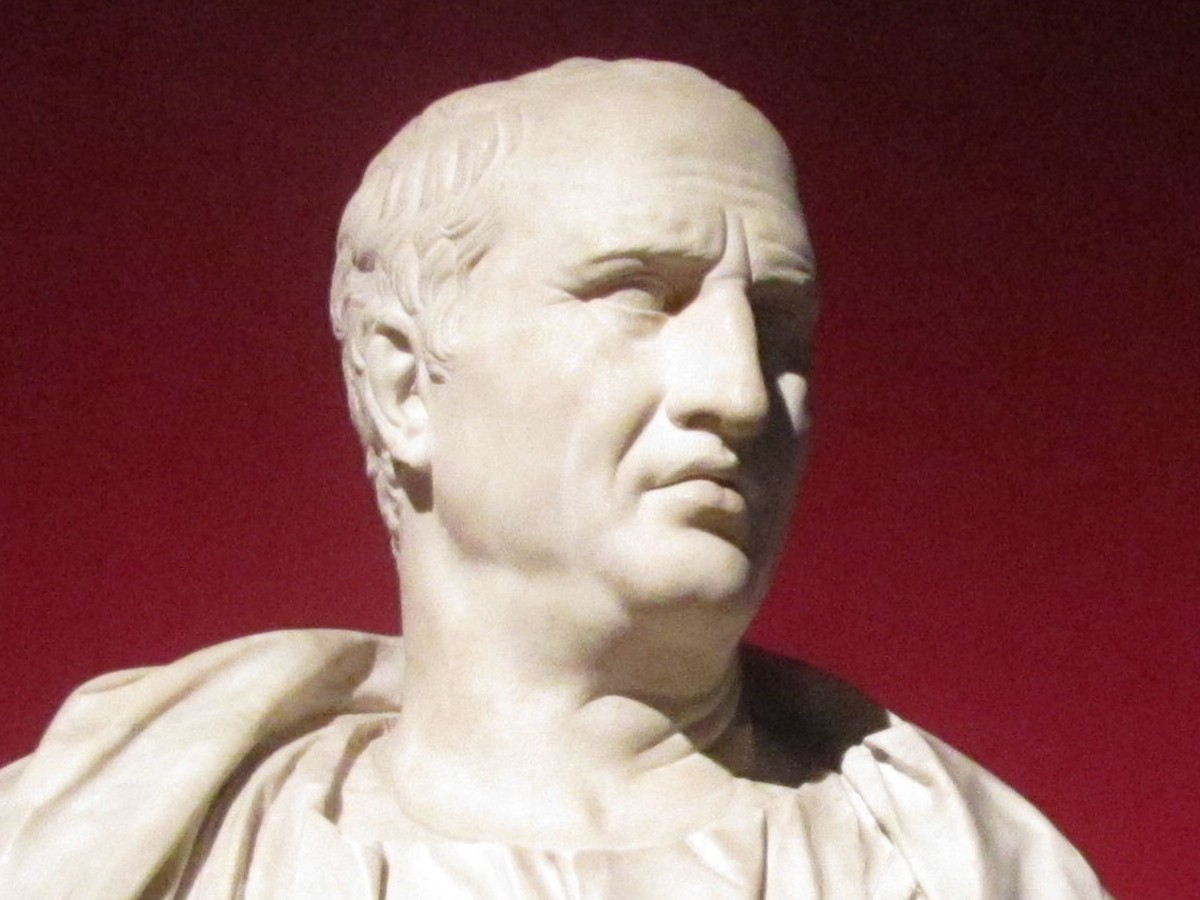
Marcus Tullius Cicero

Die Erkenntnisse über die Eingeweideschau (haruspicinum) und die Blitzdeutung wurden von den Etruskern in den Büchern der Etrusca disciplina, wie sie die Römer nannten, überliefert. Zur Etrusca disciplina zählten die libri haruspicini, die libri fulgurales und die libri rituales. Diese Werke sind alle nicht mehr erhalten, allerdings übernahmen römische Schriftsteller einiges aus den lateinischen Übersetzungen dieser Bücher. Da zahlreiche römische Werke ebenfalls verloren gegangen sind, ist die verbliebene Literatur über die Etrusker insgesamt fragmentarisch, selektiv und teilweise tendenziös.
Eine der wichtigsten antiken Quellen zur Blitzdeutung der Etrusker ist das zweite Buch des Dialogs De divinatione von Cicero (106–43 v. Chr.). In den Naturales quaestiones beschrieb Seneca (ca. 1–65 n. Chr.) im Buch II (Gewitterbuch) ebenfalls die etruskische Blitzlehre, die er einer rationalen Erklärung dieser Naturphänomene gegenüberstellte. Auch Plinius der Ältere (23/24–79 n. Chr.) ging in seiner Naturalis historia bei der Behandlung meteorologischer Phänomene auf die Blitzdeutung bei den Etruskern ein.
Hinweise und Ergänzungen zur etruskischen Blitzlehre finden sich in den Kommentaren zu Horaz von Acron (2. Jh. n. Chr.) und zu Vergils Aeneis von Servius (Ende 4. Jh. n. Chr.), ebenso in den Res gestae von Ammianus Marcellinus (330–395/400). Martianus Capella, ein römischer Enzyklopädist des 5. oder frühen 6. Jahrhunderts, ordnete in seinem Werk De nuptiis Philologiae et Mercurii den 16 Himmelsregionen römische Götternamen zu. Dieser Zuordnung lag u. a. die Einteilung des Himmels nach der etruskischen Blitzlehre zugrunde.

## Forschungen in der Neuzeit
Karl Otfried Müller (1797–1840) befasste sich 1828 in seinem zweibändigen Werk Die Etrusker bei der Behandlung der etruskischen Blitzlehre eingehend mit antiken Quellen und meinte, acht der neun Blitzgötter der Himmelsregionen anhand römischer Quellen belegen zu können: Jupiter, Juno, Minerva, Veiovis, Summanus, Vulcanus, Saturnus und Mars. Die etruskischen Bezeichnungen dieser Gottheiten konnte Müller gelegentlich angeben.

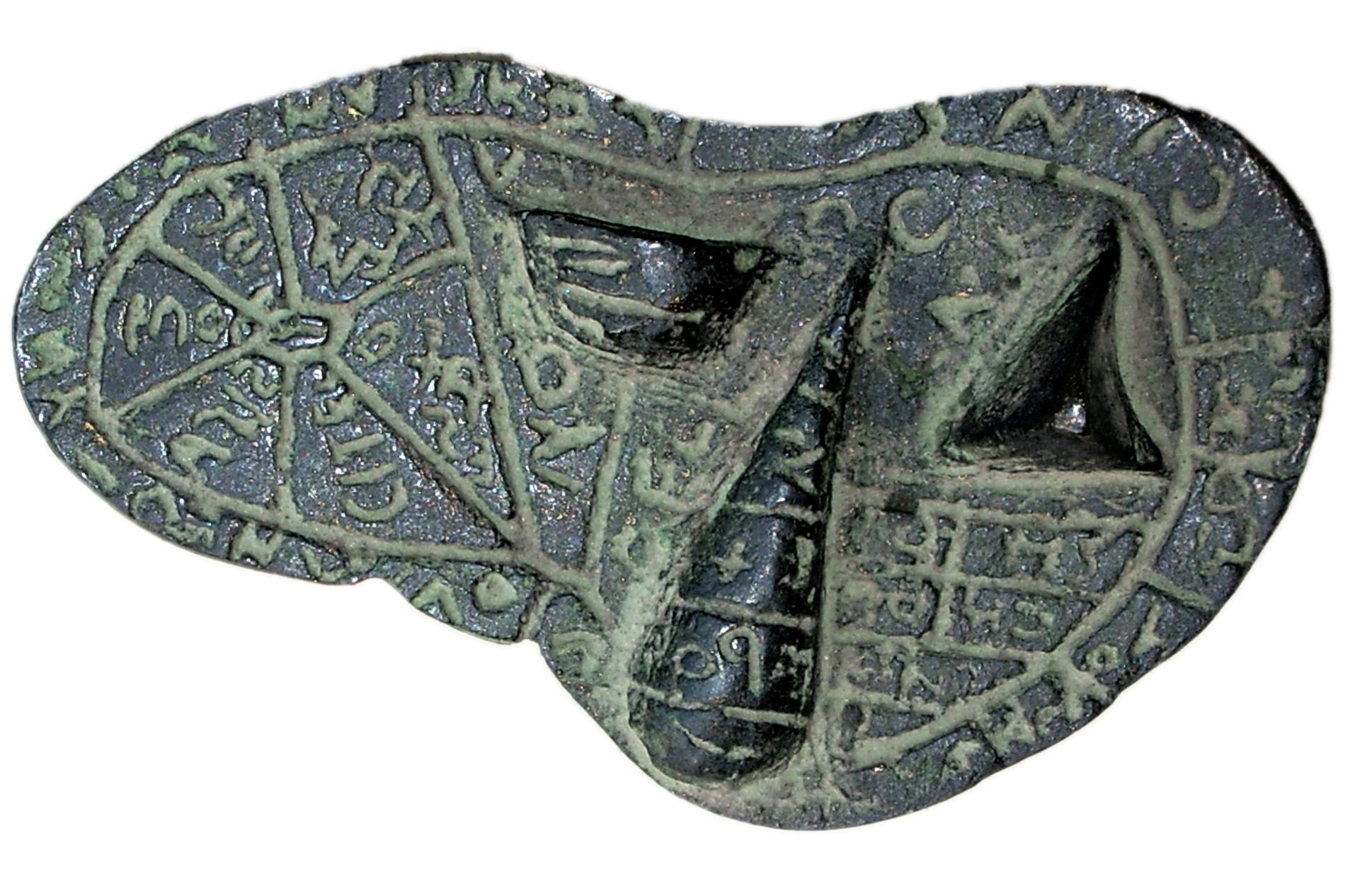
Bronzeleber von Piacenza

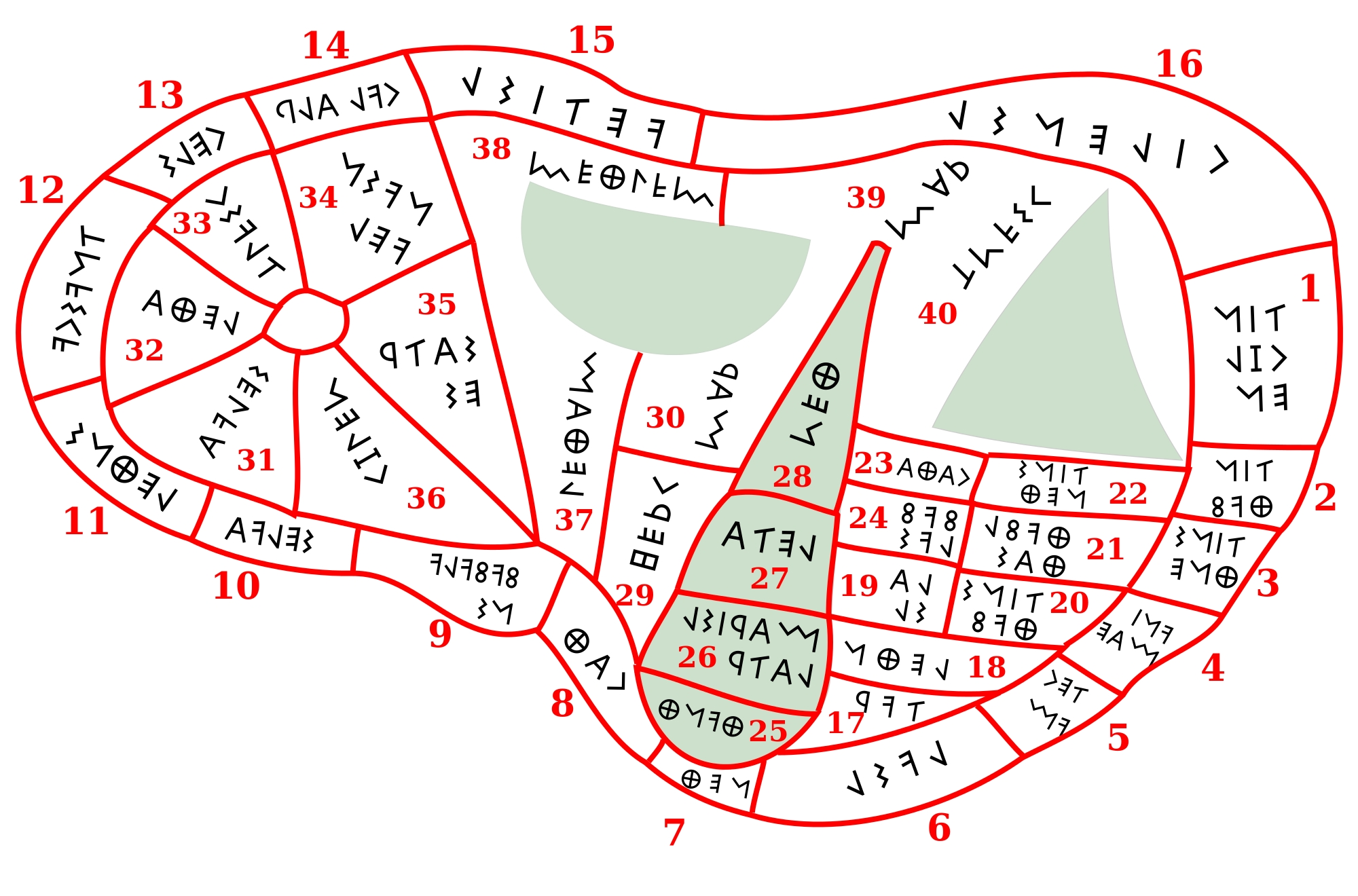
Schematische Darstellung

Mit der Entdeckung der Bronzeleber von Piacenza 1877 wurde es möglich, die Blitzgötter der 16 Himmelsregionen weitest gehend zu identifizieren. Die nach ihrem Fundort benannte Bronzeleber ist eine Nachbildung einer Schafsleber und diente vermutlich als Lehrmodell für etruskische Priester bei der Eingeweideschau. Wilhelm Deecke (1831–1897) und später Carl Olof Thulin (1871–1921) konnten darlegen, dass die 16 umlaufenden Felder am Rand der Bronzeleber die 16 Himmelsregionen der etruskischen Blitzlehre darstellen. Ein systematischer Vergleich mit den Gottheiten der Himmelsregionen von Martianus Capella ergab eine relativ große Übereinstimmung auch mit antiken Quellen, so dass auf die Bücher der Etrusca disciplina als gemeinsame Quelle beider Einteilungen geschlossen werden konnte.
Es ergeben sich insgesamt 14 Gottheiten im Gegensatz zu antik überliefert neun Blitzgöttern. Entsprechend den römischen Quellen und in Übereinstimmung mit Martianus Capella werden von manchen Etruskologen Tinia drei Himmelsregionen zugeordnet, die von Nord nach Nordost angeordnet sind.

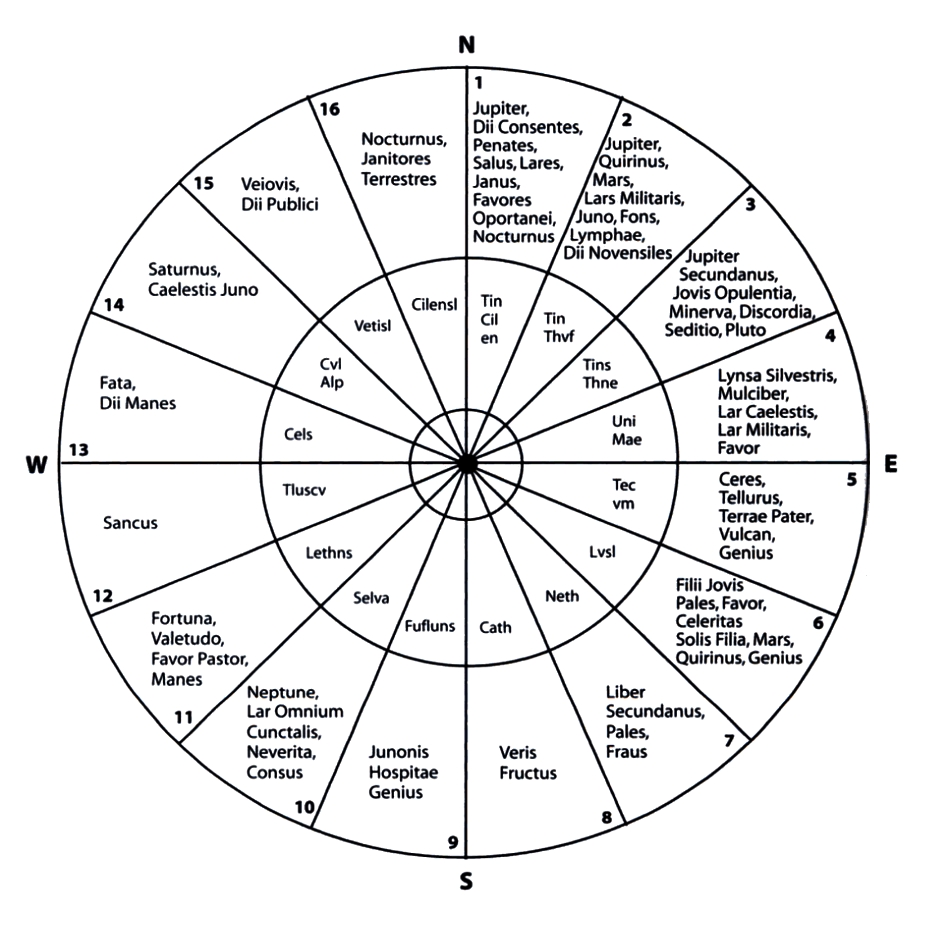
Gottheiten der 16 Himmelsregionen nach Martianus Capella (außen) und der Bronzeleber von Piacenza (innen)

Bereits Deecke nahm an, dass die ersten beiden Regionen des Tinia der westlichen Hälfte zuzuordnen sind, und ließ seine Zählung mit diesen beiden Zonen im Norden enden. Thulin folgte diesem Ansatz, da Blitze aus diesen beiden Regionen gemäß antiker Quellen ein Unglück ankündigen, und vermutete eine Verschiebung der Zonen des Jupiter nach Osten in römischer Zeit. Diese Verschiebung rückgängig gemacht, ergaben sich dadurch überzeugendere Übereinstimmungen. Dieser Ansatz wird in der modernen Forschung weiterverfolgt.

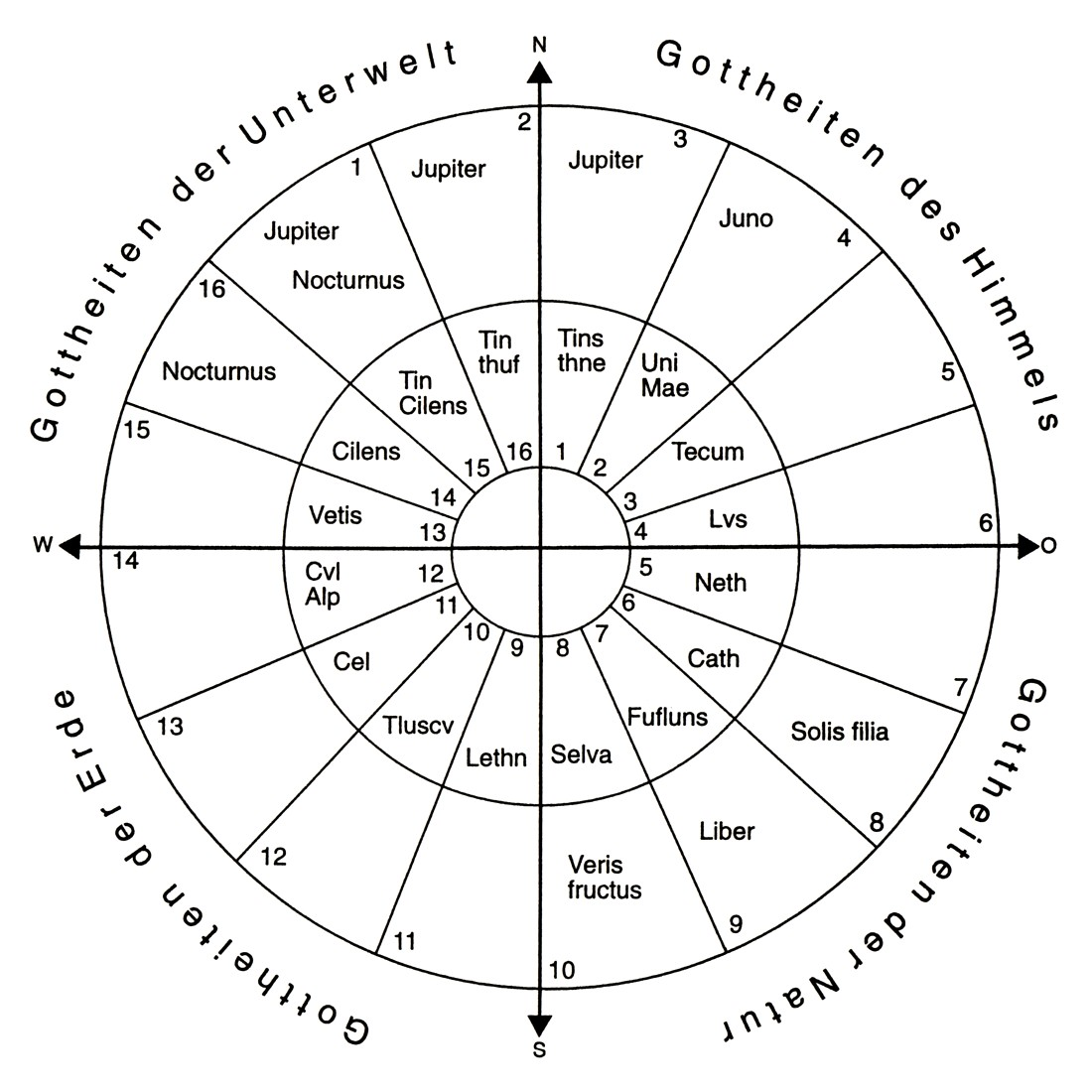
Alternative Zuordnung der Gottheiten in 16 Himmelsregionen (innen) mit entsprechenden Gottheiten nach Martianus Capella (außen) teilweise gedreht

Die Unterteilung in Quadranten ergibt ein schlüssiges Schema: In der nordöstlichen Hälfte befinden sich die Wohnsitze der höchsten Himmelsgottheiten. Es folgen im Südosten die Naturgottheiten und im Südwesten die Erdgottheiten, während im nach etruskischer Auffassung Unheil bringenden Nordwesten die Götter der Unterwelt wohnen. Von hier aus schleuderte Tinia seine zwei unheilvollen Blitze.

### Die Blitzgötter der Bronzeleber
Die Tabelle folgt den Bezeichnungen und Zuschreibungen von Friedhelm Prayon.
| Region | Inschrift  | Etruskische Gottheit                                 | Gottheit und Region nach Martianus Capella |
| ------ | ---------- | ---------------------------------------------------- | ------------------------------------------ |
| 1      | Tins/thne  | Tinia (Jupiter) – oberster Blitzgott                 | Jupiter (III)                              |
| 2      | Uni/Mae    | Uni (Juno) – Fruchtbarkeitsgöttin                    | Juno (II)                                  |
| 3      | Tec/vm     | Tecum = Menrva (Minerva) – Tochter von Tinia und Uni | Minerva (III)                              |
| 4      | Lvsl       | Lusa – ?                                             | ?                                          |
| 5      | Neth       | Nethuns (Neptun) – Gott des Meeres                   | ?                                          |
| 6      | Cath       | Cavtha (Eos) – Sonnengottheit                        | Solis filia (VI)                           |
| 7      | Fuflu/ns   | Fufluns (Dionysos) – Gott des Weines                 | Liber (VII)                                |
| 8      | Selva      | Selvans (Silvanus) – Naturgottheit                   | Veris fructus (VIII)                       |
| 9      | Lethn      | Lethans – ?                                          | ?                                          |
| 10     | Tluscv     | Tluscu – ?                                           | ?                                          |
| 11     | Cels       | Cel – Erdgöttin                                      | ?                                          |
| 12     | Cvl/Alp    | Culsu/Culsans (Janus) – Gottheit der Tore            | ?                                          |
| 13     | Vetisl     | Vetis (Veiovis) – Gott der Unterwelt                 | Veiovis (XV)                               |
| 14     | Cilensl    | Cilens – Schicksalsgöttin                            | Nocturnus (XVI)                            |
| 15     | Tin/Cil/en | Tinia mit der Schicksalsgöttin Cilens                | Jupiter mit Nocturnus (I)                  |
| 16     | Tin/Thvf   | Tinia in strafender Funktion                         | Jupiter (II)                               |

| Quadrant | Göttergruppe             | Etruskische Gottheiten                                                         |
| -------- | ------------------------ | ------------------------------------------------------------------------------ |
| Nordost  | Gottheiten des Himmels   | (1) Tinia (2) Uni (3) Tecum (4) Lusa                                           |
| Südost   | Gottheiten der Natur     | (5) Nethuns (6) Cavtha (7) Fufluns (8) Selvans                                 |
| Südwest  | Gottheiten der Erde      | (9) Lethans (10) Tluscu (11) Cel (12) Culsu/Culsans                            |
| Nordwest | Gottheiten der Unterwelt | (13) Vetis (14) Cilens (15) Tinia und Cilens (16) Tinia in strafender Funktion |

Unklar ist, ob Culsu oder Culsans (etruskisch cul für Tor) am Eingang zur Unterwelt steht. Culsu ist eine weibliche, Culsans eine männliche Gottheit. Cilens, häufig gleichgesetzt mit dem Nachtgott Nocturnus, scheint eine weibliche Schicksalsgottheit zu sein. Dementsprechend schleuderte Tinia aus Himmelsregion 15 seine vernichtenden Blitze, die in Übereinstimmung mit den antiken Quellen – dort allerdings nach dem Ratschluss der verhüllten Götter (dei superiores et involuti) – ein unabwendbares Schicksal ankündigten. Die Schriftzeichen Thvf in Feld 16 könnten für die Unterweltgottheit Thufultha stehen. Naheliegender ist, dass eine strafende Eigenschaft von Tinia beschrieben werden soll, was der Mittelposition zwischen der vernichtenden und der eher positiven Himmelsregion entspricht. Gemäß römischer Überlieferung schleuderte Tinia diese Blitze, nachdem er sich mit den zwölf obersten Göttern der Etrusker (dei consentes) beraten hatte.
Einzelne Gottheiten wie Lusa, Lethans und Tluscu konnten bisher nicht eindeutig identifiziert werden. Ebenso bleibt ungeklärt, warum unter den Blitzgöttern wichtige Gottheiten wie die Unterweltherrscher Aita (Hades) und Phersipnai (Persephone) ebenso fehlen wie Apulu (Apollon) oder Turan (Aphrodite), die im Kult und in der bildenden Kunst von großer Bedeutung waren.
Carl Olof Thulin versuchte zwischen 1906 und 1909, die Etrusca disciplina mit Hilfe antiker Quellen zu rekonstruieren, und veröffentlichte passend zu den drei Büchern der Disciplina drei Bände, darunter auch ein Band über die Blitzlehre, die heute noch als Materialsammlung und kritische Deutung der literarischen Quellen maßgebend sind.